# Laayoune TV
TV Laâyoune (en arabe : قناة العيون) est une chaîne de télévision généraliste régionale publique marocaine couvrant la totalité du territoire du Sahara occidental. Elle reprend une partie des programmes de la première chaîne marocaine Al Aoula et des décrochages régionaux spécifiques. 
Lancée le 6 novembre 2004, jour anniversaire de la marche Verte, elle est disponible sur toutes les plates-formes numériques (satellite, TNT et câble). La chaîne, basée à Laâyoune, a le plus grand pourcentage de téléspectateurs dans les provinces du sud et peut être reçue en Europe par l'intermédiaire du satellite Hot Bird d'Eutelsat. La chaîne propose des programmes en arabe et en hassaniyya.

## Histoire de la chaîne
TV Laâyoune a été lancée le 6 novembre 2004, jour anniversaire de la marche Verte qui permit au Maroc de revendiquer sa souveraineté sur le Sahara occidental, comme la première antenne régionale de la TVM au Maroc.
Conçue par le royaume chérifien comme le premier jalon de la mise en place du plan d'autonomie pour le Sahara occidental en dotant la province d'un outil moderne de développement politique, économique et social, TV Laâyoune vise surtout à contrecarrer les incursions médiatiques du mouvement indépendantiste Front Polisario qui possède une radio en Algérie captée au Sahara ainsi qu'un site Internet très actif.
En même temps qu'Al Aoula et toutes les chaînes de la SNRT, TV Laâyoune a changé d'habillage et de logo le 28 avril 2007.

Logo de TV Laâyoune du 6 novembre 2004 au 27 avril 2007

## Organisation

### Dirigeants
Président Directeur Général :
- Fayçal Laraichi

Directeur Général :
- Mohamed Ayad

Directeur :
- Eddah Mohamed Laghdaf

### Capital
TV Laâyoune est une filiale à 100 % de la Société nationale de radiodiffusion et de télévision (SNRT) qui est une société de participation détenue par l'État marocain.

### Siège
La chaîne est basée à Laâyoune, ville dans la région de Laâyoune-Sakia El Hamra au sud du Maroc. (Situé dans le Sahara occidental) 

## Programmes
La chaîne est généraliste et diffuse des programmes d'information politique, sociale, du sport, des programmes éducatifs et des émissions religieuses. Mais, elle se consacre surtout au patrimoine culturel sahraouie (Théâtre et musique Hassaniyya).
TV Laâyoune diffuse trois heures de programmes quotidiens et a produit 849 heures de programmes en 2005. Le reste du temps, elle reprend les programmes d'Al Aoula.